# Мартинс, Фернандо Лукас
Ферна́ндо Лу́кас Ма́ртинс (порт.-браз. Fernando Lucas Martins; род. 3 марта 1992[…], Эрешин, Риу-Гранди-ду-Сул), более известный как Ферна́ндо (порт.-браз. Fernando) — бразильский футболист, опорный полузащитник клуба «Аль-Джазира». Выступал за сборную Бразилии.

## Биография
Фернандо родился в маленьком городе Эрешин в штате Риу-Гранди-ду-Сул. Отец работал разнорабочим в местной футбольной команде, а мать была поваром. Начал играть в футбол уже с 4 лет, гоняя мяч в футбольной школе в родном городке. В шесть лет Фернандо играл форварда, как его кумиры Роналдо и Ромарио, но через пару лет мальчик подрос, стал одним из самых мощных футболистов в команде и был переведён в полузащиту. Семья бразильца была небогата, а сам он был так увлечён футболом, что иногда забывал есть в течение дня — дело доходило до голодных обмороков.
В 11 лет Фернандо пригласила команда «Жувентуд» — один из членов Клуба Тринадцати, организации сильнейших и популярнейших клубов Бразилии. В «Жувентуде» бразилец провёл два года, после чего его пригласили в «Гремио» из Порту-Алегри — один из двух грандов его родного штата.

## Клубная карьера

### «Гремио»
В 2009 году молодёжная команда «Гремио» стала чемпионом в своей возрастной группе. Лидеров того состава перевели в основу, в том числе и Фернандо. 28 июня в матче против «Спорт Ресифи» он дебютировал за основную команду в бразильской Серии A, во втором тайме, заменив Элдера Сантуша. Больше в том сезоне на поле не выходил. 14 марта 2010 года в поединке Лиги Гаушу против «Интер Санта-Марии» Фернандо забил свой первый гол за «Гремио». В том году он выиграл с командой Лигу Гаушу и дебютировал в Кубке Либертадорес. 2 мая 2013 года в матче Кубка Либертадорес против колумбийского «Санта-Фе» Фернандо забил мяч. Параллельно довольно успешно выступал в составе юношеской сборной Бразилии и считался одним из самых талантливых опорников своего поколения.
Под руководством нового главного тренера Ренато Гаушо стал одним из лидеров «Гремио», сыграв в 67 матчах во всех турнирах. Забил семь голов, среди которых стоит выделить красивейший гол в противостоянии с «Палмейрасом», забитый пушечным ударом с 27 метров. Своей великолепной игрой Фернандо привлёк внимание европейских грандов. Его связывали с «Порту», «Саутгемптоном», «Атлетико» и «Реал Мадридом». Однако хавбек решил пойти по пути некоторых своих соотечественников, подписав контракт с донецким «Шахтёром».

### «Шахтёр» (Донецк)
13 июня 2013 года Фернандо подписал пятилетний контракт с донецким «Шахтёром». Сумма трансфера составила 11 миллионов евро. 14 июля в матче против «Говерлы» он дебютировал в чемпионате Украины, заменив Фреда во втором тайме. 21 сентября в поединке против «Ворсклы» Фернандо забил свой первый гол за донецкий клуб. После начала вооружённого конфликта в Донбассе он заметно растерял мотивацию и стал реже выходить на поле. Сам Фернандо рассказывал, что он старался не выходить на улицу вечером, ездил только на тренировки, а квартиру в Донецке покидал только ради покупки продуктов. В составе «Шахтёра» Фернандо выиграл чемпионат и Суперкубок Украины. В июле 2014 года многие бразильцы команды выразили желание покинуть клуб, в том числе и Фернандо.

### «Сампдория»
Летом 2015 года он перешёл в итальянскую «Сампдорию». За трансфер опорного полузащитника «блучеркьяти» заплатили 8 млн евро, которые были перечислены «горнякам» в два транша. При этом первые 4 миллиона украинская сторона получила сразу после оформления трансфера, а вторую половину выплаты — в 2016 году. Фернандо оказался редким бразильцем, которого «горняки» купили дороже, чем продали. 23 августа в матче против «Карпи» Фернандо дебютировал в итальянской Серии A. В этом же поединке он забил свой первый гол за «Сампдорию». Он сразу же завоевал место в основе и провёл почти все матчи без замен. После того, как клуб с трудом избежал вылета в Серию B (15-е место из 20 команд), Фернандо решил покинуть команду. Так же хавбек вновь привлёк внимание европейских грандов. Летом 2016 его связывали с «Ювентусом», «Валенсией», «Зенитом» и «Спартаком».

### «Спартак» (Москва)
Переговоры шли долго и сложно. 17 июля он подписал контракт с клубом. Сумма трансфера составила 13 миллионов евро. Это самая дорогая покупка «красно-белых» в истории, до этого шесть лет первенство в этой номинации удерживал Эйден Макгиди с 12 миллионами. 31 июля в матче против тульского «Арсенала» Фернандо дебютировал в чемпионате России, заменив во втором тайме на 60-й минуте Джано Ананидзе. В последующих 4 матчах чемпионата России Фернандо выходил в стартовом составе и проводил на поле по 90 минут, в каждом из этих матчей получив по жёлтой карточке в промежуток с 67-й по 72-ю минуты. 5 ноября в гостевом матче против «Томи» он забил свой первый мяч за «Спартак», этот гол стал единственным в игре. В сезоне 2016/2017 Фернандо, являясь основным опорным полузащитником «Спартака», помог команде выиграть чемпионат России. Кроме гола в ворота «Томи» Фернандо отличился в матчах в «Краснодаром» (2:2) и «Уралом» (1:0).
26 сентября 2017 года в матче Лиги чемпионов против английского «Ливерпуля» (1:1) забил мяч со штрафного. Для бразильца этот гол стал первым в еврокубках за всю карьеру.
В сезоне 2017/18 Фернандо вновь был основным центральным полузащитником «Спартака», который занял третье место в чемпионате России. В чемпионате бразилец сыграл 27 матчей — больше любого другого игрока команды (26 матчей сыграл Квинси Промес). Фернандо забил пять мячей, больше было только у Квинси Промеса (15) и Луиса Адриано (10). Бразилец забил по мячу в матчах против «Краснодара» (2:0, гол со штрафного), «Ростова» (2:2), «Уфы» (3:1, гол со штрафного под «стенкой»), СКА-Хабаровска (1:0, гол на 90-й минуте со штрафного) и «Тосно» (2:1, гол со штрафного). Таким образом, в первых двух сезонах если Фернандо забивал, то «Спартак» не проигрывал.
В сезоне 2018/19 Фернандо провёл 20 матчей в чемпионате России и забил три мяча: в ворота ЦСКА (8-й тур, 1:1, со штрафного), «Рубина» (26-й тур, 1:1) и «Урала» (27-й тур, 1:0). Третий сезон подряд гол Фернандо стал для Спартака «гарантией» не проигрыша матча в чемпионате. Фернандо стал третьим бомбардиром команды в чемпионате (вместе с Денисом Глушаковым и Лоренсо Мельгарехо), больше забили только Зе Луиш (10) и Луис Адриано (6).
В первом и втором турах чемпионата России 2019/20 сделал по голевой передаче с углового на Самюэля Жиго (в матче с «Сочи» 1:0) и Георгия Джикия (в матче с «Ростовом» 2:2).
За время, проведённое в составе «Спартака», Фернандо провёл 98 официальных матчей во всех турнирах, забил 12 мячей и отдал 11 голевых передач.

### «Бэйцзин Гоань»
30 июля 2019 года перешёл в пекинский «Бэйцзин Гоань», выступающий в суперлиге Китая. Сумма трансфера должна была составить € 15,000,000, при этом «Спартак» сначала отдал бразильца в аренду, китайская сторона заплатила за сделку € 5,400,000. В контракте также была прописана опция обязательного выкупа игрока за € 9,600,000. 2 августа 2019 года дебютировал за новый клуб в матче 21 тура чемпионата Китая против «Хэбэй Чайна Форчун» (2:0), в этом матче вышел в стартовом составе и провёл на поле весь матч. За полгода в составе китайской команды Фернандо провёл семь матчей, сделал одну голевую передачу и получил жёлтую карточку. По истечении срока аренды появилась информация, что руководство пекинского клуба отказалось от опции выкупа бразильца, которые были указаны в качестве отступных. Однако по информации журналиста Сергея Егорова «Бэйцзин Гоань» обязан выкупить Фернандо у «Спартака». 9 января 2020 года тренер Сергей Кузнецов, который помогал Олегу Кононову в «Спартаке», рассказал «Спорт-Экспрессу», что Фернандо не вернётся в московскую команду. Первый мяч за «Бэйцзин Гоань» забил 22 сентября 2020 года в матче 12-го тура чемпионата Китая против «Циндао Хайню» (5:1). Всего за клуб провёл 26 матчей во всех турнирах и забил четыре мяча.

### «Антальяспор»
17 января 2022 года подписал контракт на полтора года с турецким «Антальяспором». Дебютировал за клуб 20 января 2022 года в матче 22-го тура чемпионата Турции против «Ризеспора» (1:2), выйдя на 76-й минуте вместо Фреди. 13 февраля 2022 года в матче 25-го тура чемпионата Турции против клуба «Фатих Карагюмрюк» (3:0) Фернандо забил свой первый мяч за «Антальяспор».

## Карьера в сборной
В 2009 году Фернандо в составе юношеской сборной Бразилии стал победителем юношеского чемпионата Южной Америки. В 2011 году он в составе молодёжной сборной Бразилии выиграл молодёжный чемпионат Южной Америки в Перу. На турнире Фернандо сыграл в матчах против команд Парагвая, Чили, Аргентины, Уругвая, а также дважды Колумбии и Эквадора.
Летом того же года Фернандо выиграл молодёжный чемпионат мира в Колумбии. На турнире он сыграл в матчах против команд Египта, Австрии, Панамы, Саудовской Аравии, Испании, Мексики и Португалии.
11 октября 2012 года в товарищеском матче против сборной Ирака Фернандо дебютировал за сборную Бразилии, заменив в конце второго тайма Паулиньо. В 2013 году он в составе сборной выиграл домашний Кубок конфедераций. На турнире Фернандо сыграл в матче против сборной Италии.
14 августа 2013 года вышел на поле в товарищеском матче против сборной Швейцарии в Базеле, после этого за сборную Бразилии не играл.

## Статистика

### Клубная
| Выступление      | Выступление      | Выступление      | Лига | Лига | Кубки | Кубки | Континентальные | Континентальные | Итого | Итого |
| Клуб             | Лига             | Сезон            | Игры | Голы | Игры  | Голы  | Игры            | Голы            | Игры  | Голы  |
| ---------------- | ---------------- | ---------------- | ---- | ---- | ----- | ----- | --------------- | --------------- | ----- | ----- |
| Гремио           | Серия А          | 2009             | 1    | 0    | 0     | 0     | 0               | 0               | 1     | 0     |
| Гремио           | Серия А          | 2010             | 18   | 1    | 2     | 0     | 0               | 0               | 20    | 1     |
| Гремио           | Серия А          | 2011             | 29   | 1    | 0     | 0     | 4               | 0               | 33    | 1     |
| Гремио           | Серия А          | 2012             | 51   | 5    | 10    | 2     | 6               | 0               | 67    | 7     |
| Гремио           | Серия А          | 2013             | 9    | 1    | 1     | 0     | 9               | 1               | 19    | 2     |
| Гремио           | Итого            | Итого            | 108  | 8    | 13    | 2     | 19              | 1               | 140   | 11    |
| Шахтёр           | Премьер-лига     | 2013/14          | 14   | 1    | 3     | 1     | 5               | 0               | 22    | 2     |
| Шахтёр           | Премьер-лига     | 2014/15          | 13   | 1    | 5     | 0     | 7               | 0               | 25    | 1     |
| Шахтёр           | Итого            | Итого            | 27   | 2    | 8     | 1     | 12              | 0               | 47    | 3     |
| Сампдория        | Серия A          | 2015/16          | 35   | 4    | 1     | 0     | 2               | 0               | 38    | 4     |
| Сампдория        | Итого            | Итого            | 35   | 4    | 1     | 0     | 2               | 0               | 38    | 4     |
| Спартак (Москва) | Премьер-лига     | 2016/17          | 28   | 3    | 1     | 0     | 1               | 0               | 30    | 3     |
| Спартак (Москва) | Премьер-лига     | 2017/18          | 27   | 5    | 4     | 0     | 7               | 1               | 38    | 6     |
| Спартак (Москва) | Премьер-лига     | 2018/19          | 20   | 3    | 1     | 0     | 6               | 0               | 27    | 3     |
| Спартак (Москва) | Премьер-лига     | 2019/20          | 3    | 0    | 0     | 0     | 0               | 0               | 3     | 0     |
| Спартак (Москва) | Итого            | Итого            | 78   | 11   | 6     | 0     | 14              | 1               | 98    | 12    |
| → Бэйцзин Гоань  | Суперлига        | 2019             | 7    | 0    | —     | —     | —               | —               | 7     | 0     |
| → Бэйцзин Гоань  | Итого            | Итого            | 7    | 0    | —     | —     | —               | —               | 7     | 0     |
| Бэйцзин Гоань    | Суперлига        | 2020             | 11   | 3    | 1     | 0     | 7               | 1               | 19    | 4     |
| Бэйцзин Гоань    | Итого            | Итого            | 11   | 3    | 1     | 0     | 7               | 1               | 19    | 4     |
| Антальяспор      | Суперлига        | 2021/22          | 17   | 4    | 1     | 0     | —               | —               | 18    | 4     |
| Антальяспор      | Суперлига        | 2022/23          | 30   | 5    | 1     | 0     | —               | —               | 31    | 5     |
| Антальяспор      | Итого            | Итого            | 47   | 9    | 2     | 0     | —               | —               | 49    | 9     |
| Всего за карьеру | Всего за карьеру | Всего за карьеру | 308  | 35   | 31    | 3     | 53              | 3               | 392   | 41    |

### Сборная
| Бразилия | Бразилия | Бразилия |
| Год      | Игры     | Голы     |
| -------- | -------- | -------- |
| 2012     | 1        | 0        |
| 2013     | 7        | 0        |
| Всего    | 8        | 0        |

| № | Дата            | Оппонент  | Счёт | Голы | Соревнование            |
| 1 | 11 октября 2012 | Ирак      | 6:0  | —    | Товарищеский матч       |
| 2 | 21 марта 2013   | Италия    | 2:2  | —    | Товарищеский матч       |
| 3 | 25 марта 2013   | Россия    | 1:1  | —    | Товарищеский матч       |
| 4 | 25 апреля 2013  | Чили      | 2:2  | —    | Товарищеский матч       |
| 5 | 2 июня 2013     | Англия    | 2:2  | —    | Товарищеский матч       |
| 6 | 9 июня 2013     | Франция   | 3:0  | —    | Товарищеский матч       |
| 7 | 22 июня 2013    | Италия    | 4:2  | —    | Кубок конфедераций 2013 |
| 8 | 14 августа 2013 | Швейцария | 0:1  | —    | Товарищеский матч       |

Итого: 8 матчей; 3 победы, 4 ничьи, 1 поражение.

## Достижения

### Клубные
«Гремио»
- Победитель Лиги Гаушу — 2010
- Серебряный призёр Лиги Гаушу — 2011

«Шахтёр»
- Чемпион Украины — 2013/14
- Серебряный призёр чемпионата Украины — 2014/15
- Обладатель Суперкубка Украины — 2013, 2014
- Финалист Кубка Украины — 2014, 2015

«Спартак»
- Чемпион России — 2016/17
- Бронзовый призёр чемпионата России — 2017/18
- Обладатель Суперкубка России — 2017

«Бэйцзин Гоань»
- Серебряный призёр чемпионата Китая — 2019

### Сборная
Бразилия (до 17)
- Юношеский чемпионат Южной Америки — 2009

Бразилия (до 20)
- Молодёжный чемпионат Южной Америки — 2011
- Молодёжный чемпионат мира — 2011

Бразилия
- Кубок конфедераций — 2013

### Индивидуальные
- Лауреат национальной премии РФС «33 лучших игрока сезона»: 2016/17 (№ 1)[53]
- Лучший футболист месяца чемпионата России по футболу: март 2018[54]

## Личная жизнь
Фернандо женат. Супругу зовут Рафаэлла Риворедо. У пары сын, которого назвали Энцо.